# Brassiceae
Brassiceae, biljni tribus u porodici kupusnjača (krstašica). Postoji podjela na 8 podtribusa

## Popis rodova
1. Subtribus Vellinae
  1. Rytidocarpus Coss. (1 sp.)
  2. Carrichtera DC. (1 sp.)
  3. Vella L. (8 spp.)
  4. Succowia Medik. (1 sp.)
  5. Quezeliantha H. Scholz (1 sp.)
  6. Psychine Desf. (1 sp.)
2. Subtribus Zillinae
  1. Schouwia DC. (1 sp.)
  2. Foleyola Maire (1 sp.)
  3. Zilla Forssk. (1 sp.)
  4. Physorhynchus Hook. (2 spp.)
  5. Fortuynia Shuttlew. ex Boiss. (2 spp.)
3. Subtribus Henophyton clade
  1. Pseuderucaria (Boiss.) O. E. Schulz (2 spp.)
  2. Henophyton Coss. & Durieu (2 spp.)
  3. Ammosperma Hook. fil. (2 spp.)
4. Subtribus Crambe clade
  1. Crambe L. (35 spp.)
  2. Crambella Maire (1 sp.)
  3. Muricaria Desv. (1 sp.)
5. Subtribus Cakilinae
  1. Didesmus Desv. (2 spp.)
  2. Cakile Mill. (8 spp.)
  3. Eremophyton Bég. (1 sp.)
  4. Erucaria Gaertn. (8 spp.)
6. Subtribus Nigra clade
  1. Coincya Porta & Rigo ex Rouy (8 spp.)
  2. Guiraoa Coss. (1 sp.)
  3. Sinapis L. (2 spp.)
  4. Rhamphospermum Andrz. ex Besser (4 spp.)
  5. Kremeriella Maire (1 sp.)
  6. Otocarpus Durieu (1 sp.)
  7. Erucastrum (DC.) J. Presl (25 spp.)
  8. Hirschfeldia Moench (1 sp.)
  9. Cordylocarpus Desf. (1 sp.)
  10. Ceratocnemum Coss. & Balansa (3 spp.)
  11. Sinapidendron Lowe (5 spp.)
  12. Rapistrum Crantz (2 spp.)
  13. Raffenaldia Godr. (2 spp.)
  14. Hemicrambe Webb (3 spp.)
7. Subtribus Savignyinae
  1. Savignya DC. (1 sp.)
  2. Fezia Pit. ex Batt. (1 sp.)
8. Subtribus Brassicinae
  1. Guenthera Andrz. ex Besser (10 spp.)
  2. Moricandia DC. (8 spp.)
  3. Douepia Cambess. (2 spp.)
  4. Diplotaxis DC. (35 spp.)
  5. Eruca Hill (2 spp.)
  6. Brassica L. (31 spp.)
  7. Nasturtiopsis Boiss. (3 spp.)
  8. Enarthrocarpus Labill. (5 spp.)
  9. Morisia J. Gay (1 sp.)
  10. Zahora Lemmel & M. Koch (1 sp.)
  11. Raphanus L. (4 spp.)
  12. Quidproquo Greuter & Burdet (1 sp.)